# Cité Chinoise
Cité Chinoise ist ein Stadtviertel (französisch: quartier) im Arrondissement Niamey I der Stadt Niamey in Niger.

## Geographie
Cité Chinoise (französisch für „chinesische Stadt“) liegt an der Nationalstraße 24 im Norden von Niamey. Die umliegenden Stadtviertel sind Francophonie im Norden, Nord Lazaret im Osten, Dar Es Salam im Süden und Bobiel im Westen. Das Stadtviertel befindet sich wie der gesamte Norden von Niamey in einem Tafelland mit einer weniger als 2,5 Meter tiefen Sandschicht, wodurch nur eine begrenzte Einsickerung möglich ist.

## Geschichte
Noch in den 1970er Jahren befand sich hier ein unbebautes und baumloses Ackerbaugebiet. Das Stadtviertel Cité Chinoise, das früher auch als Taiwan bezeichnet wurde, entstand nach 1989.

## Bevölkerung
Bei der Volkszählung 2012 hatte Cité Chinoise 2519 Einwohner, die in 427 Haushalten lebten.

## Infrastruktur
Die Mittelschule Collège d’enseignement général 35 Cité Chinoise (CEG 35) besteht seit dem Jahr 2009. Die Ecole Supérieure de Technologie et de Management (ESTM) bietet Lehrgänge zu Handel, Bankwesen, Computerwartung, Bürosekretariat und Zollwesen an.